# Figaro boardmani
Figaro boardmani (лат.) — один из видов рода Figaro, семейства кошачьих акул (Scyliorhinidae). Эндемик южного побережья Австралии. Размножается, откладывая яйца. Рацион составляют головоногие, ракообразные и небольшие рыбы. Максимальный размер 61 см.

## Таксономия
Австралийский ихтиолог Гилберт Перси Уитли впервые описал Figaro broadmani как  Pristiurus boardmani  в 1928 году в номере научного журнала «Records of the Australian Museum» и отнёс его к недавно созданному подроду Figaro. Уитли назвал новый вид в честь своего друга и коллеги Уильям Бордмана (англ.  William Boardman ), который собрал первые известные образцы, в том числе голотип, представлявший собой взрослого самца длиной 54 см, пойманного 18 июля 1925 года к северо-востоку от острова Монтегю (Новый Южный Уэльс).
Оба рода  Pristiurus  и Figaro в целом считались младшими синонимами рода Galeus. В 2008 году ведущие исследователи CSIRO Даниэль Гледхилл, Питер Ласт и Уильям Уайт восстановили род  Figaro  и признали типовым экземпляром Figaro boardmani . Уитли рассматривал акул Большого Австралийского залива, как отдельный подвид Figaro boardmani socinus, который не был признан последующими авторами. Тем не менее, особи из разных частей ареала имеют незначительные различия в морфологии и окраске, которые заслуживают дальнейшего изучения.

## Ареал и среда обитания
Figaro boardmani обитает на внешнем континентальном шельфе и верхней части материкового склона у южного побережья Австралии от Карнарвона на западе до Нузы (Квинсленд) на востоке, включая Тасманию на глубине 85—823 м.

## Описание
Максимальная длина составляет 61 см. У этих акул стройное, плотное тело, имеющее почти цилиндрическое поперечное сечение. Морда довольно короткая и узкая. Овальные глаза вытянуты по горизонтали и оснащены рудиментарными мигательными мембранами. Под каждым глазом имеется тонкий хребет, а за глазами — крошечные дыхательные отверстия. Ноздри спереди обрамлены треугольными кожными складками. Рот широкий, изогнут в виде арки, по углам имеются борозды средней длины. Зубы мелкие, каждый зуб имеет длинный центральный выступ и несколько более мелких латеральных зубцов. Количество жаберных щелей — 5.
Два спинных плавника имеют закругленные вершины, первый немного больше второго. Их основания находятся в задней части оснований брюшных и анального плавников соответственно. Грудные плавники широкие и умеренных размеров. Брюшные плавники маленькие и низкие, угловатой формы, у взрослых самцов их внутренние края слиты, образуя над птеригоподиями тонкий «фартук». Анальный плавник имеет почти треугольную форму, а размер его основания составляет 11 % от общей длины тела, превышая расстояние между брюшными и анальными плавниками, но не дистанцию между спинными плавниками. Хвостовой плавник короткий и низкий, с небольшой, отчётливой нижней лопастью и вентральной выемкой возле кончика верхней лопасти. Тело покрыто маленькими, перекрывающими друг друга плакоидными чешуйками. Каждая чешуйка имеет три маргинальных зубца. Кроме того, крупные колючие чешуйки вдоль передней части верхнего края хвостовой плавника и на хвостовом стебле от брюшных плавников до хвостового плавника гребень. Окрас серый, брюхо более светлое. На спине имеются 12—13 седловидных тёмных пятен или полос со светлыми краями, иногда они покрыты белыми крапинками. Спинные и грудные плавники тёмные у основания и светлее по краям.

## Биология и экология
Известно, что Figaro broadmani собираются в однополые группы. Они питаются в основном рыбой, ракообразными и головоногими моллюсками. Размножение происходит путём откладывания яиц, цикл размножения не имеет сезонного характера. Взрослые самки один функциональный яичник и две функциональные маточные трубы; по-видимому, в яйцеводах созревает по одному яйцу одновременно. Яйца заключены в капсулы размером 6,8—7,4 см в длину, 1,9—2,0 см в поперечнике и 8—9 см толщиной. Самцы и самки достигают половой зрелости примерно при длине 40 см и 40—43 см соответственно.

## Взаимодействие с человеком
Figaro broadmani часто попадаются в качестве прилова при донном глубоководном тралении по всему ареалу. Они пригодны для использования в пищу, но, как правило, их выбрасывают за борт; об уровне выживаемости среди выброшенных акул нет данных. Этот вид широко распространён и часто встречается; видимо, в настоящее время промысловая деятельность не представляет существенной угрозы для популяции. Международный союз охраны природы (МСОП) присвоил ему статус сохранности «Вызывающий наименьшие опасения».